# 吉氏壯鯻
吉氏壯鯻（學名：Pingalla gilberti）為鱸形目鱸亞目鯻科的其中一種，分布於大洋洲澳洲北部卡奔塔利亞灣的諾曼河（Norman）、吉伯特河（Gilbert）及Flinders河流域，為特有種，體成紡錘型，側扁，體呈銀色，腹部白色，口略下位，尾鰭叉形，體長可達10.5公分，成魚棲息在水流緩慢，沙泥或礫石底質的溪流底中層水域，以藻類為食，利用口中扁平的小齒，刮食岩石、沉木上的藻類，成魚會保護卵並搧動魚鰭提供足夠的氧，生活習性不明，可做為觀賞魚。

## 擴展閱讀
維基物種上的相關：吉氏壯鯻